# Javier Valenzuela
Javier Valenzuela (Granada, 1954) és periodista i escriptor espanyol. Llicenciat en ciències econòmiques per la Universitat de València, va treballar trenta anys en El País, on va ser director adjunt i corresponsal a Beirut, Rabat, París i Washington. El 2013 va fundar la revista tintaLibre. Ha publicat nou llibres, vuit periodístics i una novel·la policíaca, Tangerina, apareguda el febrer de 2015.

## Biografia
Va començar a publicar en la segona meitat dels anys setanta del segle XX en la revista llibertària Ajoblanco, editada a Barcelona. A la fi d'aquesta dècada va formar part, com a cap de reporters, de l'equip fundacional de Diario de Valencia. En aquest diari va viure, entre altres esdeveniments, l'intent de cop d'Estat del general Jaime Milans del Bosch del 23-F.
Va entrar el 1982 a la redacció d'El País a Madrid. Durant tres anys va ser cronista de successos i va publicar articles, entrevistes i reportatges sobre la movida. Al començament de 1986 es va instal·lar a Beirut com a corresponsal de guerra, iniciant així un llarg període d'estada en diferents països estrangers.
Ha estat corresponsal permanent d'El País a Líban (1986-1988), el Marroc (1988-1990), França (1990-1993) i Estats Units (1996-2001). Com a enviat especial, ha cobert esdeveniments informatius a l'Iran, l'Iraq, Israel, Bòsnia, Egipte, Turquia, Algèria, Senegal, Sud-àfrica, Cuba i la Xina, entre altres països. Entre 1993 i 1995 va ser director adjunt d'El País en la redacció de Madrid.
Ha entrevistat a diversos líders polítics, entre ells, Nelson Mandela, el Dalai-lama, George W. Bush, François Mitterrand, Iàssir Arafat, Hassan II, la reina Noor de Jordània, Hosni Mubàrak, Felipe González i José María Aznar. També a escriptors com John le Carré, Marguerite Dures, Mohamed Xukri, Fàtima Mernissi, Arturo Pérez-Reverte i Juan Goytisolo.
Entre la primavera de 2004 i la de 2006, va ser director general d'informació internacional de la presidència del govern d'Espanya. Va acompanyar José Luis Rodríguez Zapatero en més de seixanta viatges a l'estranger i en quaranta trobades a Espanya amb líders internacionals. Va rebre l'Encomana al Mèrit Civil per la seva participació en l'organització del XV Cimera Iberoamericana, celebrada a Salamanca l'octubre de 2005. El novembre de 2012 va deixar El País i, tot seguit, va ser un dels fundadors del diari digital infoLibre i director de la seva revista mensual impresa tintaLibre.
És autor de nou llibres, sis d'ells consagrats al món àrab i musulmà. A El Partido de Dios (El País-Aguilar, 1989) va relatar les seves experiències com a corresponsal de guerra a Líban, l'Iraq, Iran i els Territoris Palestins. Va descriure el Marroc contemporani a La Última Frontera (Temas de Hoy, 1996), escrit en col·laboració amb el periodista Alberto Masegosa. I a España en el punto de mira (Temas de Hoy, 2002) va analitzar les repercussions dels atemptats terroristes de l'11S de 2001 a Espanya i les seves relacions amb el món àrab i els immigrants musulmans. El seu quart llibre,Viajando con ZP (Debate, 2007), relata els dos anys en els quals va treballar a l'àrea de política internacional amb el president del govern espanyol. El gener de 2011 va publicar De Tánger al Nilo (La Cataracta, 2011), una crònica del nord d'Àfrica. El seu sisè llibre, Usted puede ser tertuliano (Península, 2011), és una història despreocupada de l'Espanya democràtica vista a través de la televisió. A Crónica del nuevo Oriente Próximo (La Cataracta, 2012) analitza la Primavera Àrab. Crónicas quinquis (Llibres del KO, 2013) és una recopilació dels seus reportatges policials en el Madrid dels anys 1980. Tangerina (Martínez Roca, 2015), la seva novel·la obra publicada i la seva primera novel·la, és un noir ambientat a la capital de l'Estret.